# Sillus
Sillus là một chi nhện trong họ Anyphaenidae.